# Aldeia do Bispo (Sabugal)
Aldeia do Bispo é uma povoação raiana portuguesa sede da Freguesia de Aldeia do Bispo do Município do Sabugal, freguesia com 12,72 km² de área e 239 habitantes (censo de 2021) , tendo, por isso, uma densidade populacional de 18,8 hab./km².

## Demografia
A população registada nos censos foi:
| Ano  | 0-14 Anos | 15-24 Anos | 25-64 Anos | > 65 Anos |
| 2001 | 21        | 26         | 148        | 200       |
| 2011 | 10        | 12         | 91         | 173       |
| 2021 | 4         | 4          | 66         | 165       |

## Património
- Igreja de S. Miguel (Matriz) — 2.ª metade do séc. XVIII;
- Igreja Nova;
- Capela/Ermida de Santo Antão — 2.ª metade do séc. XVIII;
- Capela de São Gregório;
- Campanário;
- Chafarizes;
- Sepulturas escavadas na rocha;
- Moinho do Ti Abel;
- Alminha.

## Festas e romarias
- Santo Antão (17 de janeiro)
- São Miguel (8 de maio)
- Nossa Senhora dos Milagres (2.º domingo de agosto)
- Tradicional Capeia Arraiana (secular) em honra do Menino Jesus

## Coletividades
- Clube de Caça e Pesca
- Associação Desportiva e Cultural de Aldeia do Bispo
- RAIAR - Associação de Aldeia do Bispo
- AFLAB (Associação Florestal de Aldeia do Bispo)